# Wookie Mayer

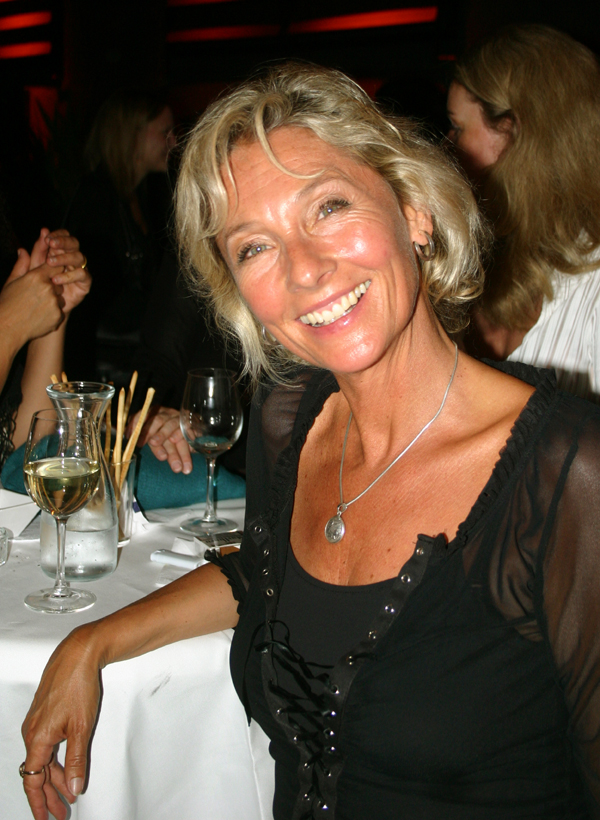
Wookie Mayer (2006)

Dagmar „Wookie“ Mayer (* 27. Oktober 1954 in München) ist eine deutsche Schauspielerin.

## Privatleben und Ausbildung
Der Name Wookie leitet sich vom bayerischen Wuggerl bzw. Wuckerl („Lockenköpfchen“) ab – so wurde sie als Kind von ihren Eltern genannt, die jahrzehntelang die Gastronomie im Münchner Hauptbahnhof betrieben. Mayer ist Diplom-Psychologin; sie machte ihren  Abschluss 1980 an der Ludwig-Maximilians-Universität München; sie hat außerdem ab 1981 die Hochschule für Fernsehen und Film München in der Abteilung Spielfilmregie absolviert. Sie spricht Englisch, Französisch, Italienisch, Spanisch und Griechisch und lebt in München.

## Karriere
Sie wurde durch Rollen in verschiedenen Fernsehserien bekannt. 1993 spielte sie eine Nebenrolle in Edgar Reitz’ Die zweite Heimat. 2006 war sie in den Folgen 107 bis 184 in der ARD-Telenovela Sturm der Liebe als Viola Liebertz zu sehen. Ende desselben Jahres kehrte sie für einen bis ins Jahr 2007 gehenden Gastauftritt zurück; von 2010 bis 2012 hatte sie in der Serie einmal pro Jahr einen weiteren Gastauftritt. Mayer war von 2007 bis 2010 in den Folgen 1123 bis 1287 der ARD-Serie Lindenstraße als Hannelore Siekmann zu sehen. Weitere Serienhauptrollen hatte sie 1992 im ARD-Zwölfteiler Im Schatten der Gipfel und 1996/97 in Kurklinik Rosenau. Von August bis Oktober 2020 spielte sie in der ARD-Telenovela Rote Rosen die Rolle der Gitte Kuhlmann. Darüber hinaus arbeitet sie bereits seit Ende der 1970er Jahre als Darstellerin für Print- und Fernsehwerbung sowie als Synchronsprecherin.

## Filmografie (Auswahl)
- 1985: Nur Frauen, kein Leben – Regie: Roland Suso Richter
- 1988: Die Beute – Regie: Dominik Graf
- 1989: Die Männer vom K3 – Volle Deckung, Kopf runter – Regie: Michael Mackenroth
- 1990: Wahre Liebe – Regie: Kitty Kino
- 1991: Aus gutem Grund (Kurzfilm) – Regie: Martin Enlen
- 1992: Freispiel – Regie: Friedemann Fromm
- 1992: Happy Holiday (Fernsehserie, 1 Folge)
- 1992: Der Alte – Die Entlassung (Fernsehserie, Folge 173)
- 1992 Derrick – MORD im Treppenhaus (Folge 209)
- 1993: Gute Zeiten, schlechte Zeiten (Fernsehserie, Folge 271–324, als Simone Sontheimer)
- 1993: Die zweite Heimat (Spielfilm) – Regie: Edgar Reitz
- 1994: Das Phantom – Die Jagd nach Dagobert – Regie: Roland Suso Richter
- 1995: Der Schatztaucher – Regie: Stephan Köster
- 1997: Requiem für etwas, das sehr klein ist (Kurzfilm) – Regie: Isabelle Stever
- 1998: Rosamunde Pilcher: Magie der Liebe – Regie: Rolf von Sydow
- 2006: Stadt, Land, Mord!: Auf Eis gelegt – Regie: Dennis Satin
- 2006, 2006–2007, 2010, 2011, 2012: Sturm der Liebe
- 2007–2010: Lindenstraße
- 2012: Die Rosenheim-Cops – Die Rückkehr des Patriarchen
- 2015: Die Rosenheim-Cops – Tödliche Märchenstunde
- 2017: Rosamunde Pilcher – Fast noch verheiratet
- 2017: Tatort – Die Liebe, ein seltsames Spiel
- 2017: Inga Lindström – Das Postboot in den Schären
- 2020: In aller Freundschaft – Die jungen Ärzte – Vertrauensbruch
- 2020: Die Rosenheim-Cops – Reif für die Liebe
- 2020: Rote Rosen
- 2021: Die Rosenheim-Cops – Drei Grazien und ein Todesfall
- 2022: Die Rosenheim-Cops – Es liegt was in der Luft